# Thomas Büchi
Pour les articles homonymes, voir Büchi.
Thomas Büchi né en 1958 à Genève, est un maître-charpentier suisse et homme politique.

## Biographie
Thomas Büchi naît en 1958 à Genève.
Il suit une formation de menuisier qu'il termine en 1978, avant d’obtenir l’année suivante un diplôme de charpentier. Il poursuit ensuite ses études à l’École suisse du bois à Bienne, où il obtient un diplôme de master en construction bois.
Il crée en 1991 Charpente Concept SA, un bureau d’ingénierie spécialisé dans la construction bois, implanté à Genève, dans le canton de Vaud, en Valais et en Haute-Savoie.
Il contribue à la restauration de la Cathédrale Notre-Dame de Paris,.
Parallèlement à sa carrière professionnelle, il pratique le judo, où il détient une ceinture noire 3e dan, ainsi que l’alpinisme, avec à son actif une trentaine d’ascensions de sommets de plus de 4 000 mètres.

## Politique
Thomas Büchi est député au Grand Conseil genevois de 1993 à 2005, dans le Parti radical-démocratique, et coprésident de l’Assemblée constituante du canton de Genève,.

## Réalisations et projets
Il a participé à plusieurs projets architecturaux emblématiques, parmi lesquels :
- Halle 7 de Palexpo (1994)[7]
- Broken Chair – œuvre de Daniel Berset, Place des Nations, Genève (1997)
- Sablier du Millénium (1999)[8]
- Palais de l’Équilibre au CERN (2002)[3]
- Centre aquatique Vitam, Neydens, Haute-Savoie (2009)
- Refuge du Goûter, Mont-Blanc (2012)[9]
- Salle de conférences de l’Organisation mondiale de la propriété intellectuelle (OMPI) (2014)
- Opéra des Nations (2014)

## Publications
- Le Bois ma passion, Duby Valérie, Büchi Thomas, éditions Slatkine, 2012
- Fragments de lumière, Thomas Büchi, éditions Ambre, 12 novembre 2024